# Martinique
Martinique är ett franskt departement i Västindien. Ytan är 1 128 km² och antalet invånare 386 486 (2013). Huvudort är Fort-de-France och landsnumret är 596.

## Historia
Martinique koloniserades av fransmän 1635 och har sedan dess varit franskt förutom under kortare perioder av brittisk ockupation. År 1902 förstördes Martiniques dåvarande största stad Saint-Pierre av ett vulkanutbrott. Samtliga av stadens cirka 30 000 invånare dog, med undantag för tre personer. En av dessa var Ludger Sylbaris, som satt i det brandsäkra fängelset för en mindre förseelse.
Kända personer från Martinique är Frantz Fanon, Aimé Césaire och Joséphine de Beauharnais.

## Geografi
Martiniques landskap består i huvudsak av tre delar, en bergstrakt i norr med vulkanen Montagne Pelée och massivet Pitons du Carbet som de högsta topparna, ett slättland i öns centrum som kännetecknas av jordbruk samt ett kulligt område i syd av vulkaniskt ursprung. Vid de nordöstra och nordvästra kusterna förekommer branta klippor och framför dessa ligger korallrev. Den breda viken vid huvudorten Fort-de-France öppnar sig mot Karibiska havet. Vid öns södra kustlinje hittas stränder med vit sand.
Mellan mitten av november och mitten av april är vädret på ön kyligt. Sedan följer en varm och torr säsong som sträcker sig fram till juni. Den tredje väderperioden på Martinique från juli till november är varm och fuktig.

## Politisk status
Martinique, liksom Guadeloupe och Franska Guyana, som ligger i samma del av världen, räknas som fullvärdiga delar av Frankrike. De kallas utomeuropeiska departement eller département d'outre-mer (departement bortom haven) på franska. De är också med i EU, med vissa undantag. De är inte med i EU:s momsunion eller i Schengensamarbetet. De är dock befriade från varutullar. Valutan är euro. Sedan den 15 juni 2017 gäller fri roaming för mobiltelefoni och mobilsurf med EU-abonnemang.[källa behövs]